# Carroll Gardens

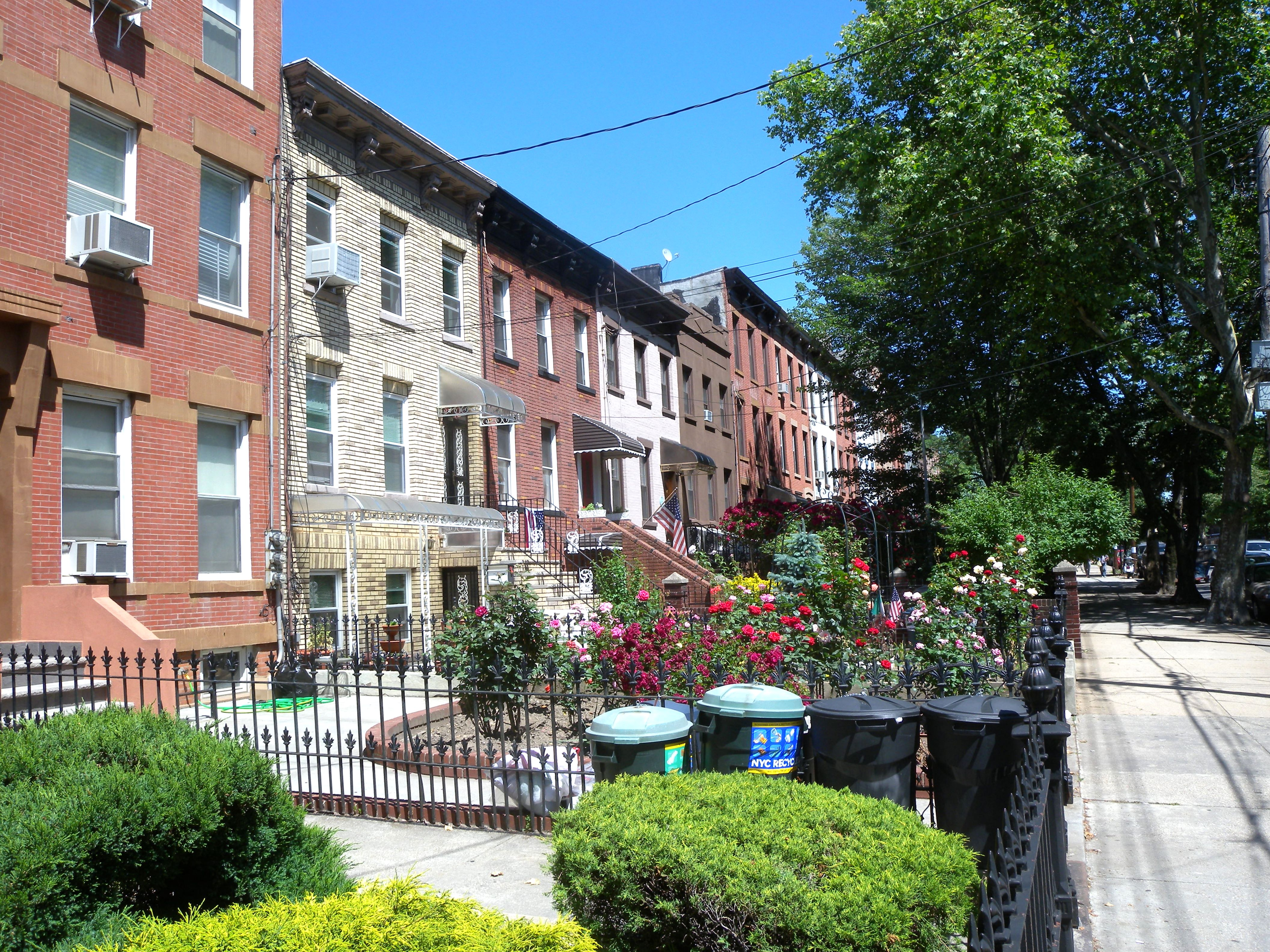
Carroll Gardens mit seinen typischen großen Vorgärten im Historic District

Carroll Gardens ist ein kleiner Stadtteil (Neighborhood) im Stadtbezirk Brooklyn (Kings County) in New York City. Er ist weitgehend als italienisch-amerikanisch geprägter und überwiegend von der Mittelklasse bewohnter Stadtteil bekannt.
Im Jahr 2020 lebten hier laut US-Census 18.381 Menschen auf einer Fläche von knapp 0,9 km² (siehe Anmerkung zur Bevölkerungs-Zählweise). Carroll Gardens ist Teil des Brooklyn Community District 6 und gehört zum 76. Bezirk des New Yorker Polizeidepartements. Kommunalpolitisch wird Carroll Gardens vom 39. Bezirk des New York City Council vertreten.

## Lage
Carroll Gardens liegt im Nordwesten von Brooklyn etwa zwei Kilometer südwestlich von Downtown Brooklyn und wird im Allgemeinen von der Degraw und Warren Street im Norden, der Hoyt Street und der Smith Street im Osten, dem Gowanus Expressway im Süden und dem Brooklyn–Queens Expressway (beide Interstate 278) im Westen begrenzt. Benachbarte Stadtteile sind Cobble Hill und Boerum Hill im Norden, Gowanus im Osten, Red Hook im Süden und der Columbia Street Waterfront District im Westen.

## Beschreibung
Das Gebiet von Carroll Gardens war ursprünglich Teil von Red Hook im einstigen Stadtteil South Brooklyn der bis 1898 bestehenden City of Brooklyn. Benannt wurde es nach Charles Carroll, dem einzigen Unterzeichner der Unabhängigkeitserklärung mit römisch-katholischen Glauben. Anfangs wurde das Gebiet von irischen und norwegischen, später von italienischen Einwanderern besiedelt. Als eines der ersten noch erhaltenen Gebäude wurde 1840 das „John Rankin House“ im neugriechischen Stil erbaut. Es wurde 1970 zu einem Denkmal von New York City erklärt und 1978 in das National Register of Historic Places aufgenommen. 1846 plante Landvermesser Richard Butt im heute ältesten Teil des Viertels große Vorgärten für die in den 1860er bis 1880er Jahren erbauten Brownstone-Reihenhäusern, die charakteristisch für Carroll Gardens und in Brooklyn sonst untypisch sind.
Ab den 1940er Jahren entwickelte das Viertel seine eigene Identität, nachdem es durch den Bau des Gowanus Expressway von Red Hook räumlich getrennt wurde. In den 1960er Jahren begann eine Gentrifizierung, indem viele junge Berufstätige der Mittelklasse, die überwiegend in Manhattan arbeiteten, nach Carroll Garden zogen. 1964 gründete sich die „Carroll Gardens Association“, die sich für die Entwicklung des Stadtteils einsetzt. Im 21. Jahrhundert erlebt Carroll Gardens einen Zuwachs der oberen Mittelklasse und wohlhabender Franzosen, sodass das Viertel manchmal als „Klein-Frankreich“ oder „Klein-Paris“ bezeichnet wird.
Im Viertel gibt es zahlreiche italienische und französische Restaurants. In der Straße Dennett Place existieren als Besonderheit zahlreiche Gebäude mit extrem niedrigen Eingangstüren und Zugängen auf Straßenebene, die der Straße und den Häusern die Beinamen „Cat’s Alley“ und „Hobbit Homes“ verdanken. In dem Film Moonstruck (Mondsüchtig) von 1987 trafen sich die von Cher und Nicolas Cage gespielten Charaktere in der mittlerweile geschlossenen „Cammareri Brothers Bakery“ in der Henry Street.
Der älteste Teil des Viertels ist als Carroll Gardens Historic District ausgewiesen und umfasst ein Gebiet, das von der Carroll Street, President Street, Smith Street und Hoyt Street begrenzt wird. Der District besteht aus 134 Reihenhäusern, die zwischen 1869 und 1884 gebaut wurden. Es sind zwei- und dreistöckige Brownstone-Gebäude im neugriechischen und spätitalienischen Stil. Das Historic District wurde 1983 in das National Register of Historic Places aufgenommen. Zuvor hatte die Landmarks Preservation Commission im Jahr 1973 das Carroll Gardens Historic District zum Denkmalgebiet erklärt.

Ansichten von Carroll Gardens
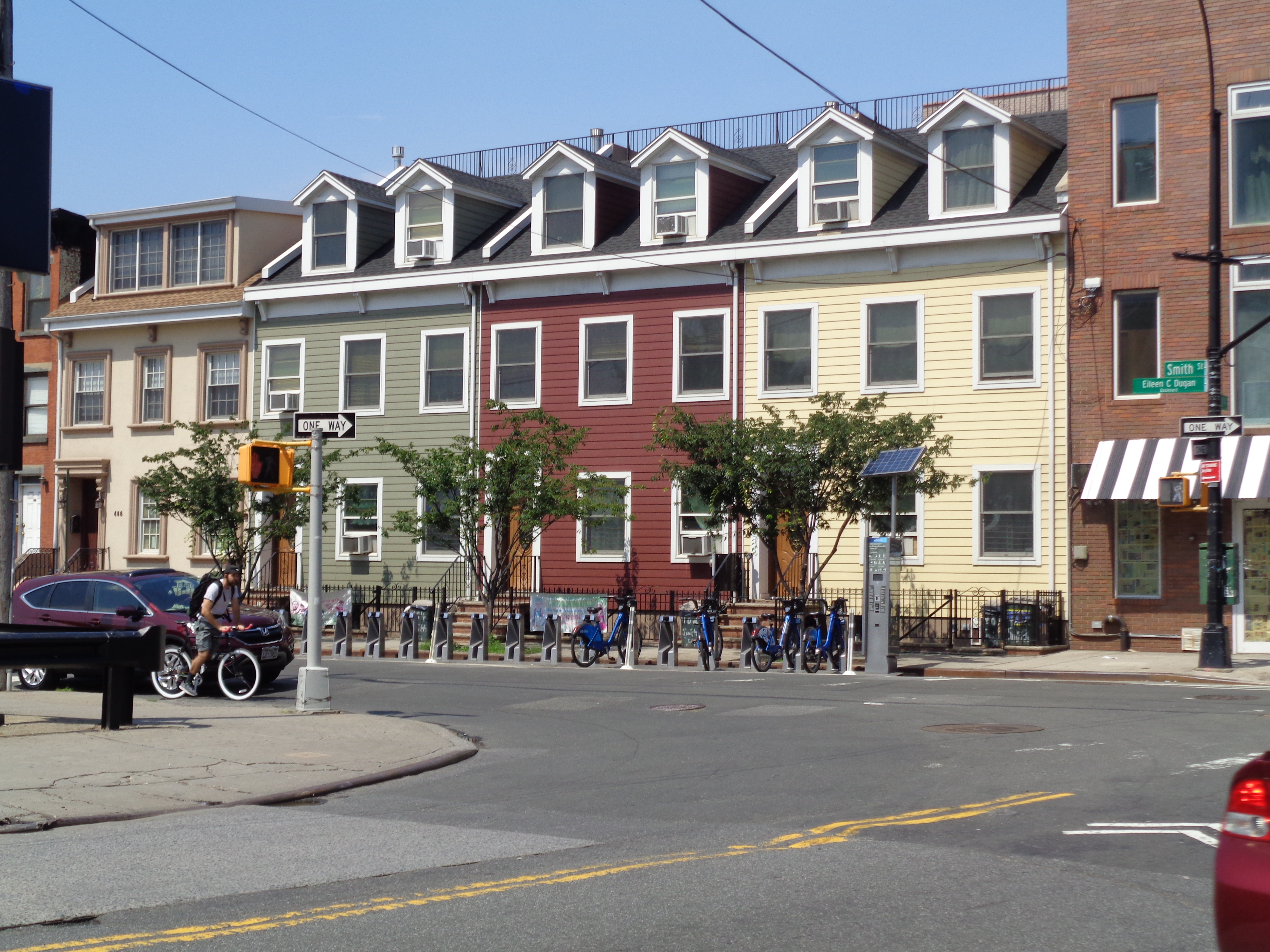
Smith Street
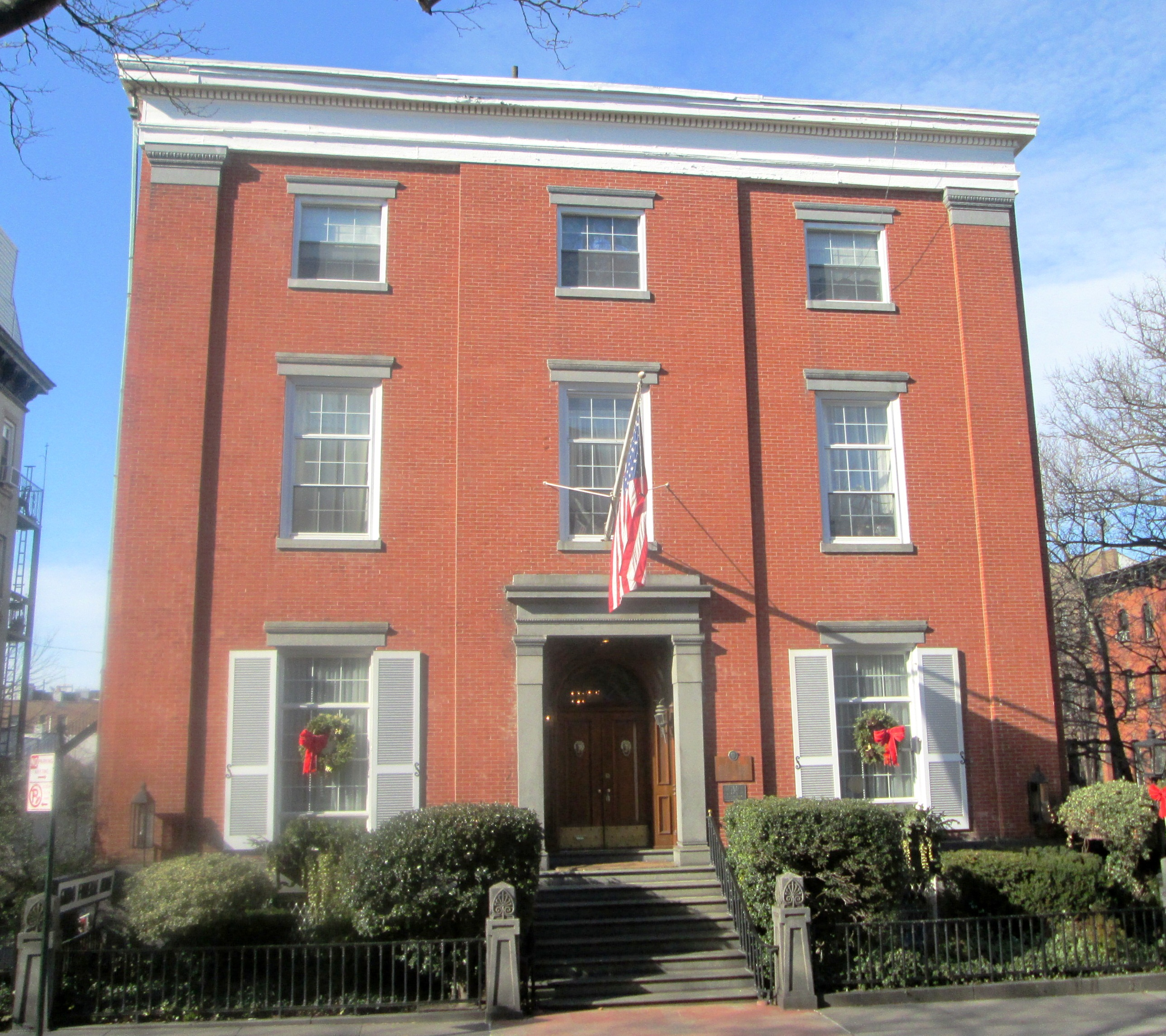
John Rankin House von 1840
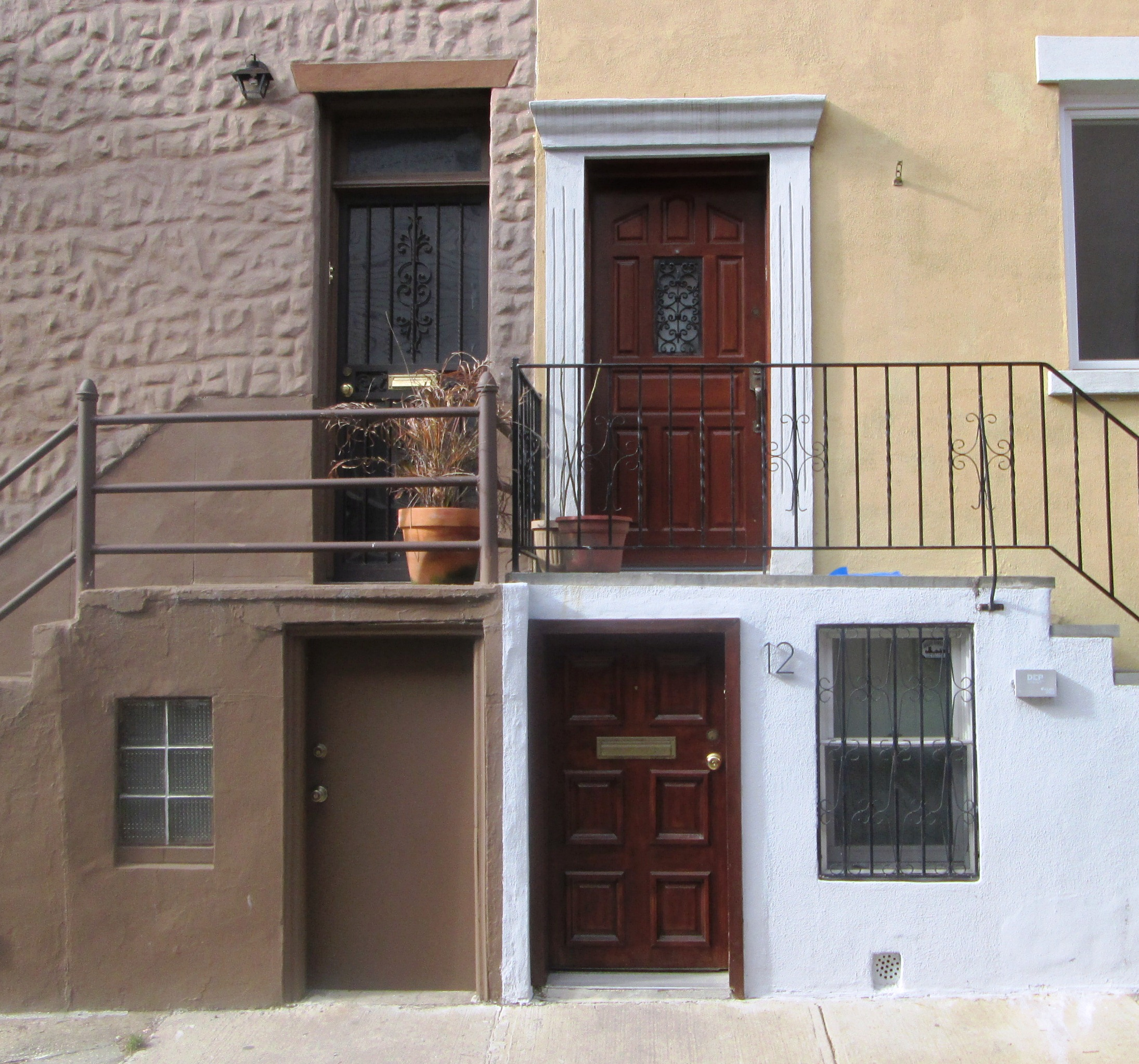
Typische Türen am Dennett Place
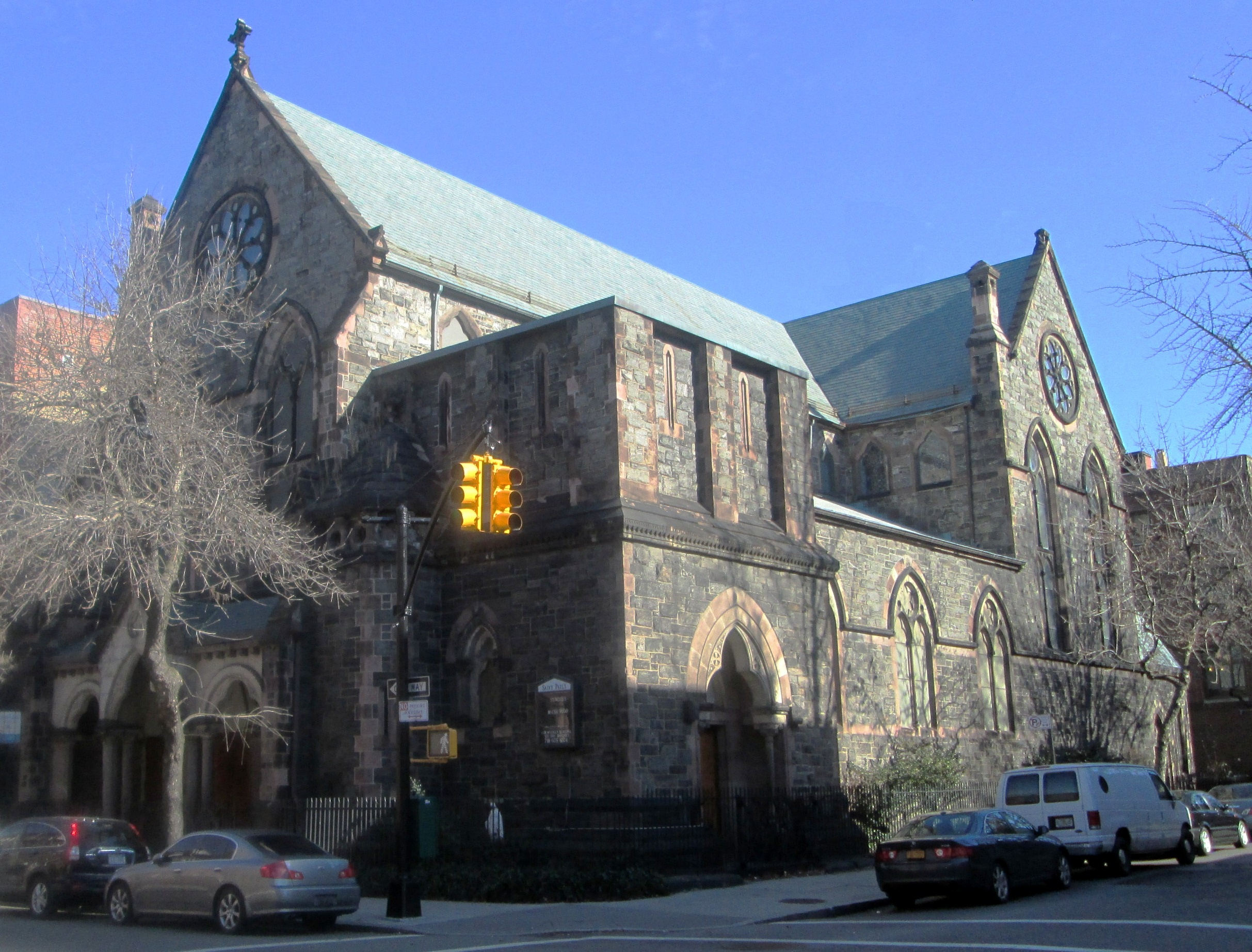
Denkmalgeschützte St. Paul’s Episcopal Church of Brooklyn
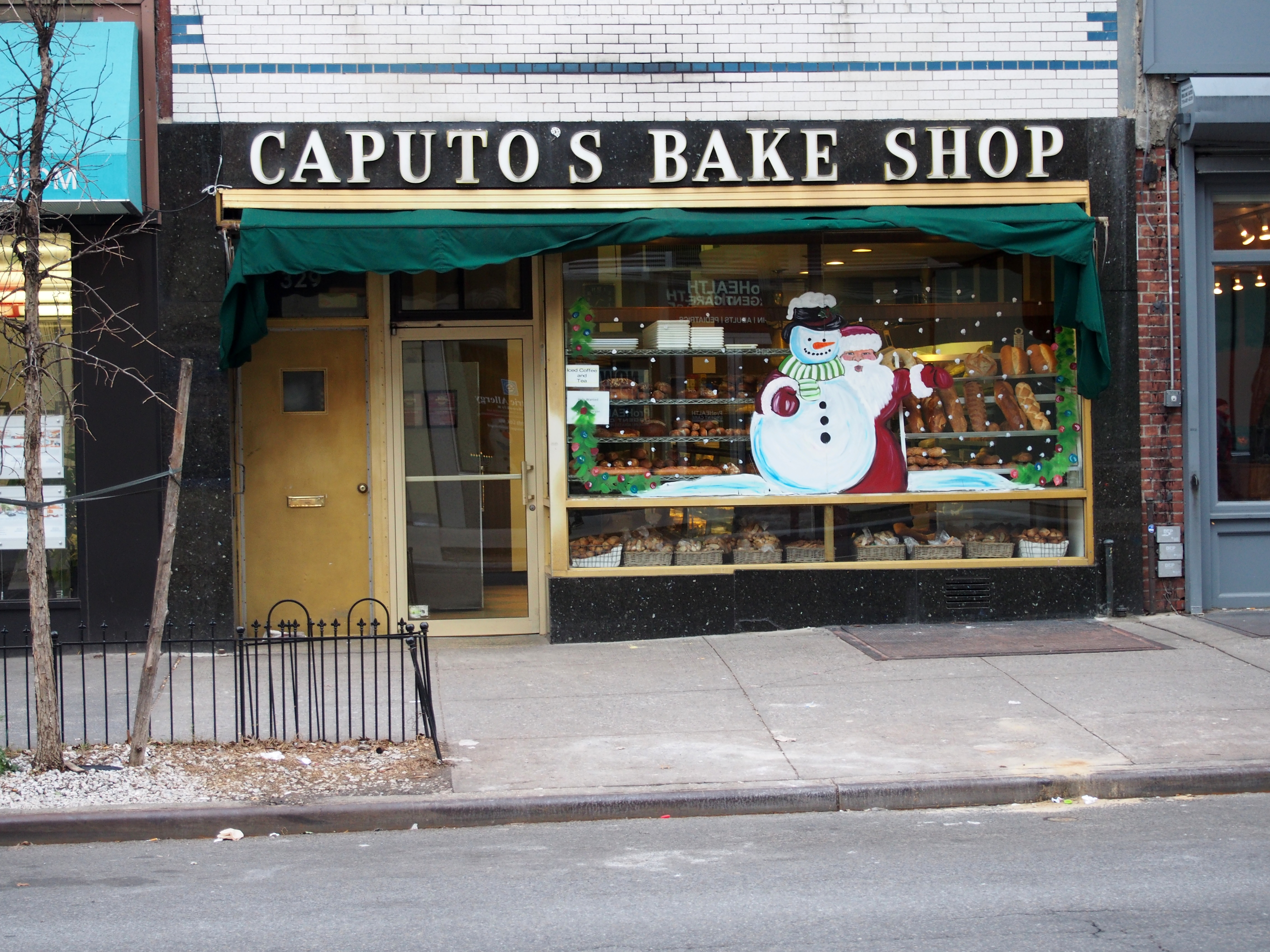
Caputo’s Bake Shop in der Court Street
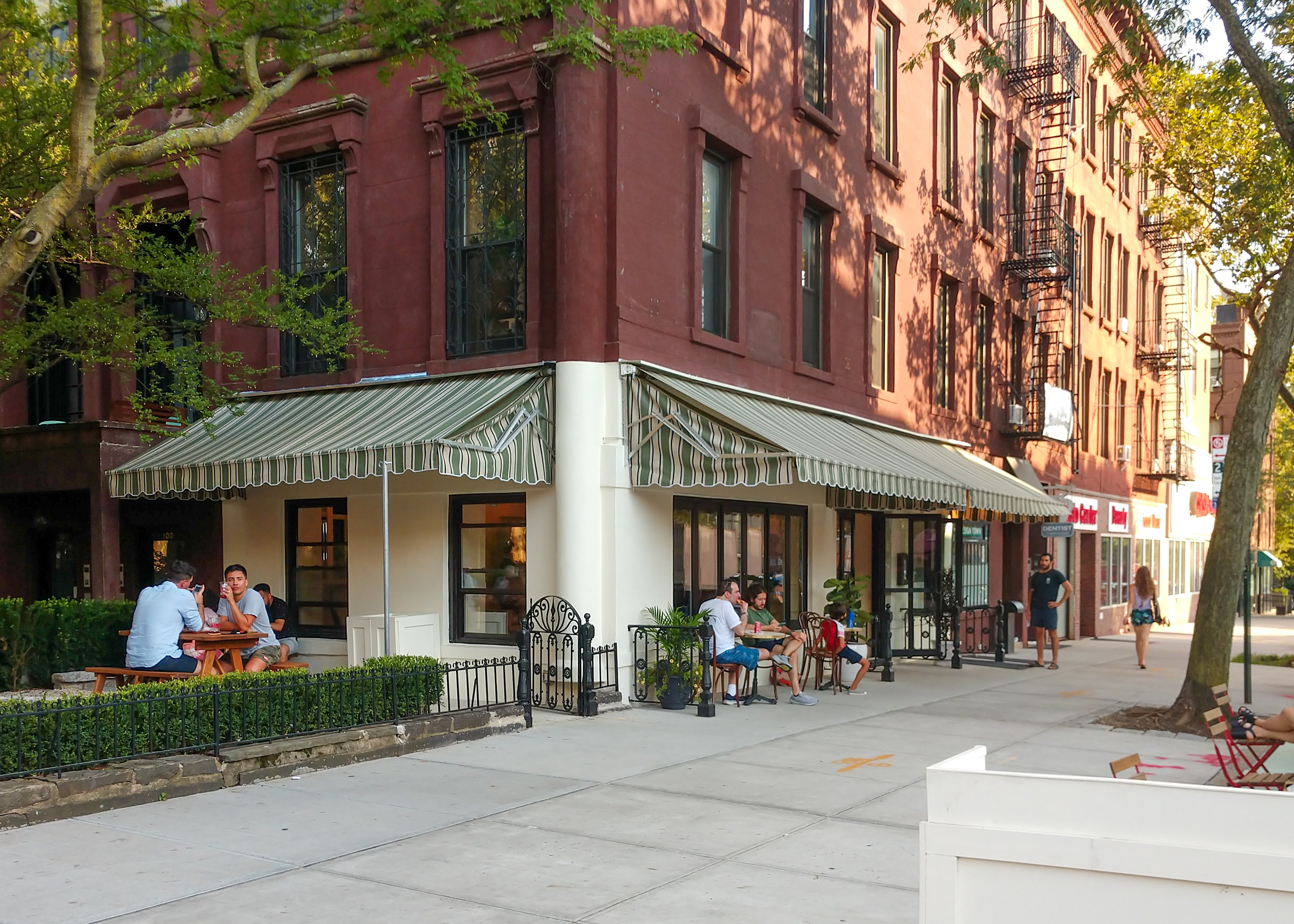
Pizzeria „Baby Luc’s“ in der Court Street

## Demographie
Carroll Gardens ist überwiegend von Weißen bewohnt. Laut Volkszählung von 2020 hatte das Viertel 18.381 Einwohner bei einer Einwohnerdichte von 209 Einwohnern pro Hektar. Hier lebten 13.960 (75,9 %) Weiße, 1.129 (6,1 %) Asiaten, 327 (1,8 %) Afroamerikaner, 110 (0,6 %) aus anderen Ethnien und 1.053 (5,7 %) aus zwei oder mehr Ethnien. 9,8 % oder 1.802 Einwohner waren Hispanoamerikaner oder Latinos.

## Verkehr

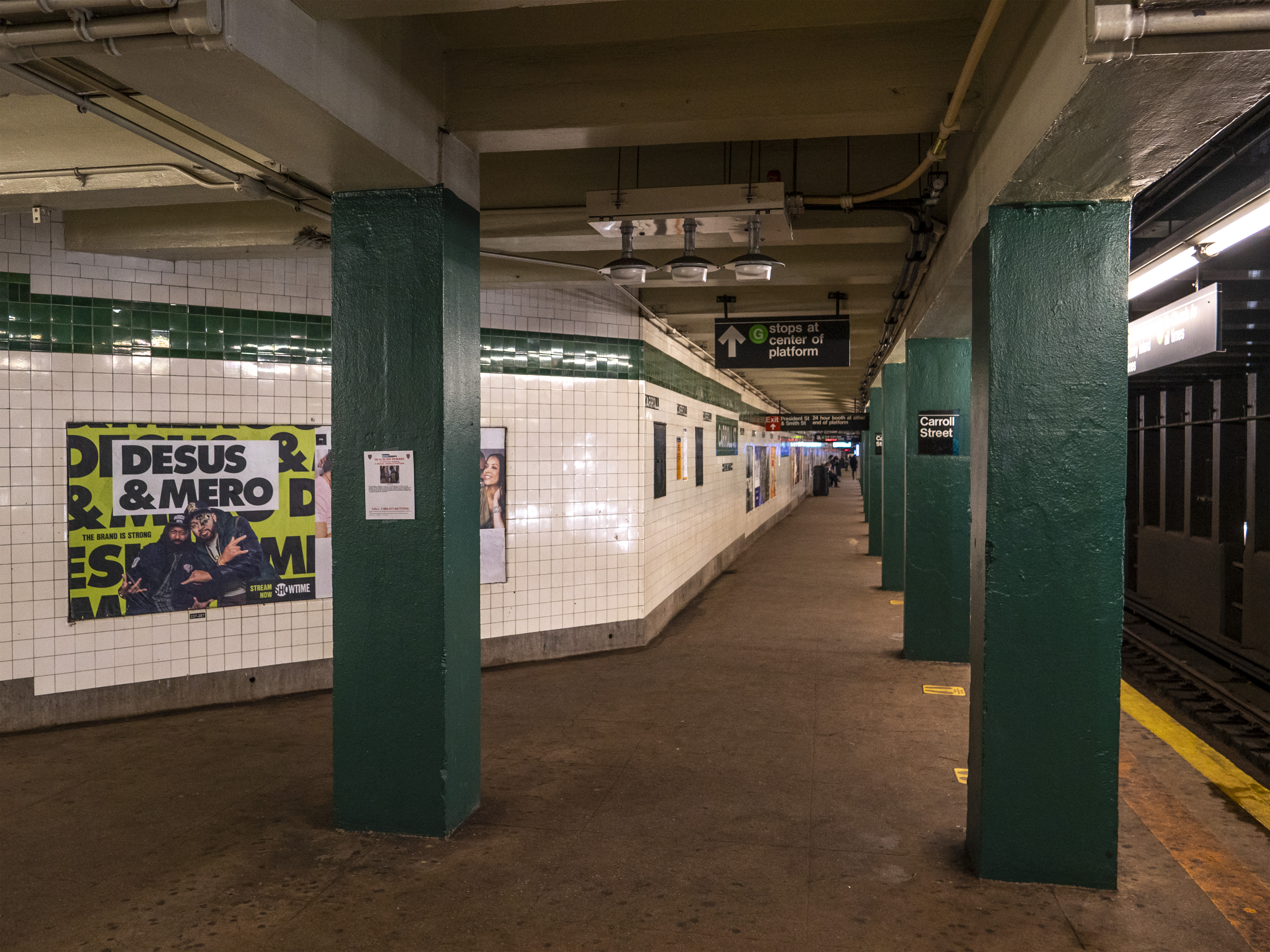
U-Bahn-Station Carroll Street

Carroll Gardens hat Anschluss an die New York City Subway. Entlang der Smith Street halten auf der IND Culver Line an den Stationen Carroll Street und Smith-Ninth Streets Züge der Linien  und . Weitere U-Bahn-Linien verlaufen unweit entlang der BMT Fourth Avenue Line unter der 4th Avenue in Gowanus und Park Slope, wo die Linien , ,  und  verkehren.
Im Straßenverkehr sorgen der Gowanus Expressway und der Brooklyn–Queens Expressway für eine gute Anbindung. Unweit befindet sich in Red Hook im „Atlantic Basin“ am Buttermilk Channel ein Fähranleger, der mit der South Brooklyn-Route der NYC Ferry bedient wird.

## Persönlichkeiten
In Carroll Gardens wurden geboren, wuchsen auf und/oder lebten und leben eine Reihe von bekannten Persönlichkeiten (Auswahl):
- Mike Birbiglia, (* 1978), Komiker, Schauspieler, Regisseur, Produzent und Autor.
- Stanley Crouch (1945–2020), Dichter, Musik- und Kulturkritiker, Kolumnist, Romanautor und Biograf.
- Eileen C. Dugan (1945–1996), Politikerin, war acht Amtszeiten in der New York State Assembly tätig.
- Jemima Kirke (* 1985), englisch-amerikanische Künstlerin und Schauspielerin, bekannt für ihre Rolle als Jessa Johansson in der Fernsehserie „Girls“.
- Solange Knowles (* 1986), Sängerin, Songwriterin.
- Joe Sarno (1921–2010), Sexploitationfilm-Pionier.
- Jenny Slate (* 1982), Komikerin, Schauspielerin, Synchronsprecherin und Autorin.
- Daniel Squadron (* 1979), ehemaliges Mitglied im Senat von New York für den 26. Bezirk.

## Anmerkung zur Bevölkerungs-Zählweise
Die offiziell nicht genau definierten, aber im Allgemeinen anerkannten und auch vom New Yorker Department of City Planning (DCP) angewandten Grenzen der Stadtteile und Viertel und die der statistischen US-Census Tracts (Zählbezirke) bzw. Neighborhood Tabulations Areas (NTA) sind nicht immer deckungsgleich, sodass meist nur die Summe der zum Stadtteil gehörenden „Census Blocks“ genaue Daten für einen Stadtteil liefern. Zudem nahm der US-Census 2020 wegen besserer Auswertung von Daten teilweise eine Neueinteilung und Abgrenzung von Zählbezirken vor, sodass ein Vergleich mit den Daten der Vorjahren oftmals irreführend sind. Im US-Zensus bilden mehrere Blocks einen Tract (möglichst zirka 4000 Ew.) und die wiederum eine Neighborhood Tabulations Area (NTA, Nummer z. B. BK0101, ab 15.000 Ew.), die einen oder mehrere Stadtteile umfassen. Eine Community District Tabulations Area (CDTA), oft deckungsgleich mit dem offiziellen Community District (CD), enthält mehrere NTAs.